# Бригадно-індивідуальне навчання
Бригадно-індивідуальне навчання — спосіб організації навчального процесу, під час якого індивідуальну освіту поєднують з роботою учнів у групах-бригадах (від 4 до 6 осіб).
Система бригадно-індивідуального навчання розроблена для ситуацій, коли різниця в успішності учнів у класі значна, а кількість тих, хто не встигає не дозволяє подавати матеріал усім одночасно. Експериментальні дослідження показали, що така організація навчання позитивно впливає на учнів з низькою успішністю та затримками в розвитку, сприяючи створенню атмосфери підтримки та дозволяючи засвоювати матеріал в індивідуальному темпі, що підвищує як успішність, так і самооцінку учнів.

## Історія
Цей тип навчання розробили на початку 1980-х років у університеті Джонса Гопкінса. Метою впровадження була потреба покращити викладання математики в початковій школі. Індивідуальне навчання поєднали з організацією роботи учнів у невеликих групах (від 4 до 6 учнів). Групи-бригади мали бути максимально різнорідними за складом учасників — залучали хлопців і дівчат із високою, середньою і слабкою успішністю (за даними діагностичних тестів), а також (за відповідних умов) дітей різного етнічного походження.
Учитель мав розподіляти весь матеріал на частини, розділи. Учень міг виконувати завдання у власному темпі. Учасники бригади працювали парами, обмінювалися перевірними листами, контролювали один одного. Коли учень досягав необхідного результату самостійно і через взаємоперевірку, його допускали до фінальної перевірки. Її робив успішний учень, призначений учителем. Він у цей час міг приділити увагу роботі з менш успішними учнями. Наприкінці кожного тижня підбивали підсумки результативності бригад-груп, зважаючи на тестові показники кожного учня і виконану за тиждень кількість тестів. Бригади, які досягли заздалегідь запланованих показників, отримували залік, найкращі — заохочувальні відзнаки.

### У СРСР
У Радянському союзі подібна форма організації навчання (лабораторно-бригадний метод) виникла в 1920-х роках. Це була модернізація систем дальтон-плану, але на колективістських засадах. Учнів класу поділяли на бригади (від 5 до 9 осіб), які очолювали виборні бригадири. Бригаді давали навчальні завдання-плани. Через деякий час бригадир звітував перед педагогом про виконання завдання. На цій підставі оцінювали роботу кожного члена бригади. У такий спосіб розвивали колективну пізнавальну діяльність, формували у вихованців колективістські якості. Цю форму впроваджували не лише в загальноосвітніх школах, але й у середніх і вищих професійних навчальних закладах, вважаючи її універсальною. Іноді це призводило до зниження рівня знань, породжувало конфлікти в бригадах, коли навчання організовували недосконало.

### В Україні
З 1990-х бригадно-індивідуальну форму організації навчання в школах України використовують рідше, у закладах вищої освіти — частіше (за даними ВУЕ). Під час підготовки магістрів бригадно-індивідуальне навчання має чітку цільову орієнтацію. Навчальний матеріал розділяють на програмовані порції-розділи, члени підгрупи працюють над різними розділами.
Магістр опрацьовує матеріал у власному темпі за визначеною послідовністю:
- ознайомлюється з рекомендаціями викладача,
- опрацьовує серії робочих планів,
- засвоює окремі навички-компоненти,
- самостійно перевіряє рівень опанування знань,
- виконує підсумковий тест.

Такий тип навчання застосовують, коли наявність значної кількості людей не дає змоги викладати матеріал усій студентській групі одночасно. Принципом бригадно-індивідуального навчання є високий результат — кожен студент, незалежно від здібностей, повинен досконало опанувати навчальний матеріал.